# Рождественский вертеп

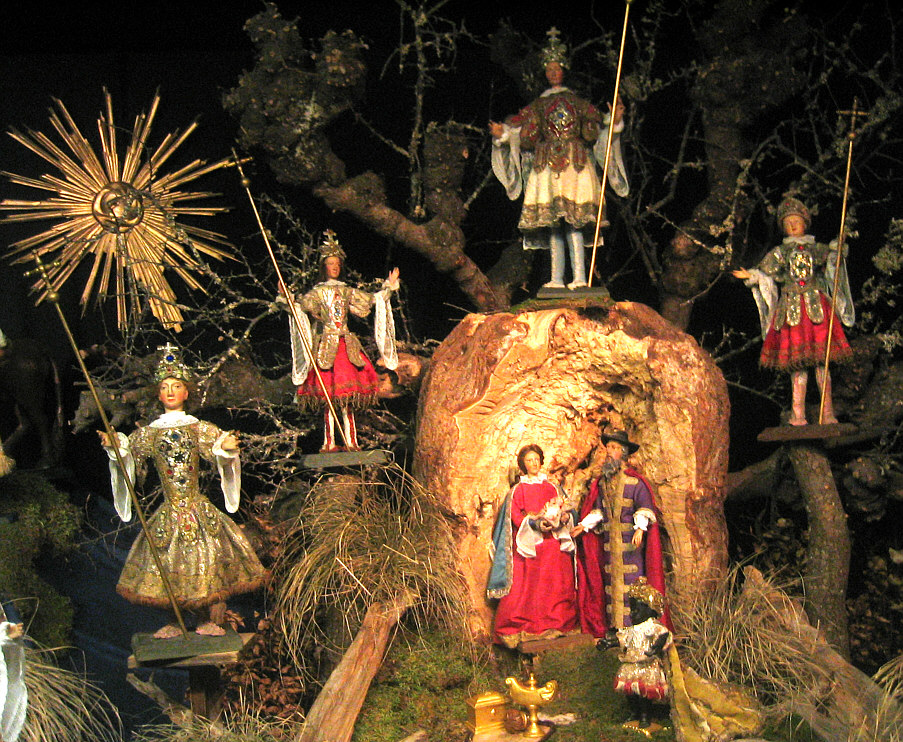
Барочный вертепный театр (Германия, 1704 год)

Рожде́ственский верте́п — воспроизведение сцены Рождества Христова средствами различных искусств (скульптура, театр и др.). Словом «вертеп», однако, не принято называть изображения, являющиеся предметом религиозного поклонения (например, икону, изображающую Рождество). В странах Западной Европы подобная композиция именуется презе́пио (итал. presepio — ясли). Одним из первых «презепио» с изображением множества фигур создал в 1291 году итальянский скульптор Арнольфо ди Камбио.

## Исполнение
Формы вертепа:
- Вертепная композиция — воспроизведение сцены Рождества с использованием объёмных фигур или фигурок, выполненных из различного материала. В католических странах именно такой вертеп получил наибольшее распространение.
  - Механический вертеп — развитие формы вертепной композиции, в котором отдельные фигуры анимированы при помощи скрытого механизма.
- Вертепный театр — рождественское представление средствами кукольного театра, иногда также с участием людей-актеров. Был распространён, преимущественно, на территории Польши, Украины, Сербии, Белоруссии, в некоторых регионах России. Вертепом в этом случае называют также особый ящик, в котором показывается кукольное представление.
- Живой вертеп — вертеп, в котором роль всех или некоторых персонажей исполняют живые люди.

Все виды вертепов связаны с праздником Рождества. Как правило, скульптурно-декоративные композиции выставляются для просмотра, а театральные представления разыгрываются только в период рождественских праздников.

## Вертепная композиция
Неподвижные вертепы распространены повсеместно в католических странах, где они успели приобрести традиционные региональные особенности, и некоторых протестантских странах. В России популярность этого вида вертепов заметно возрастает в последние годы.

### Персонажи и атрибуты

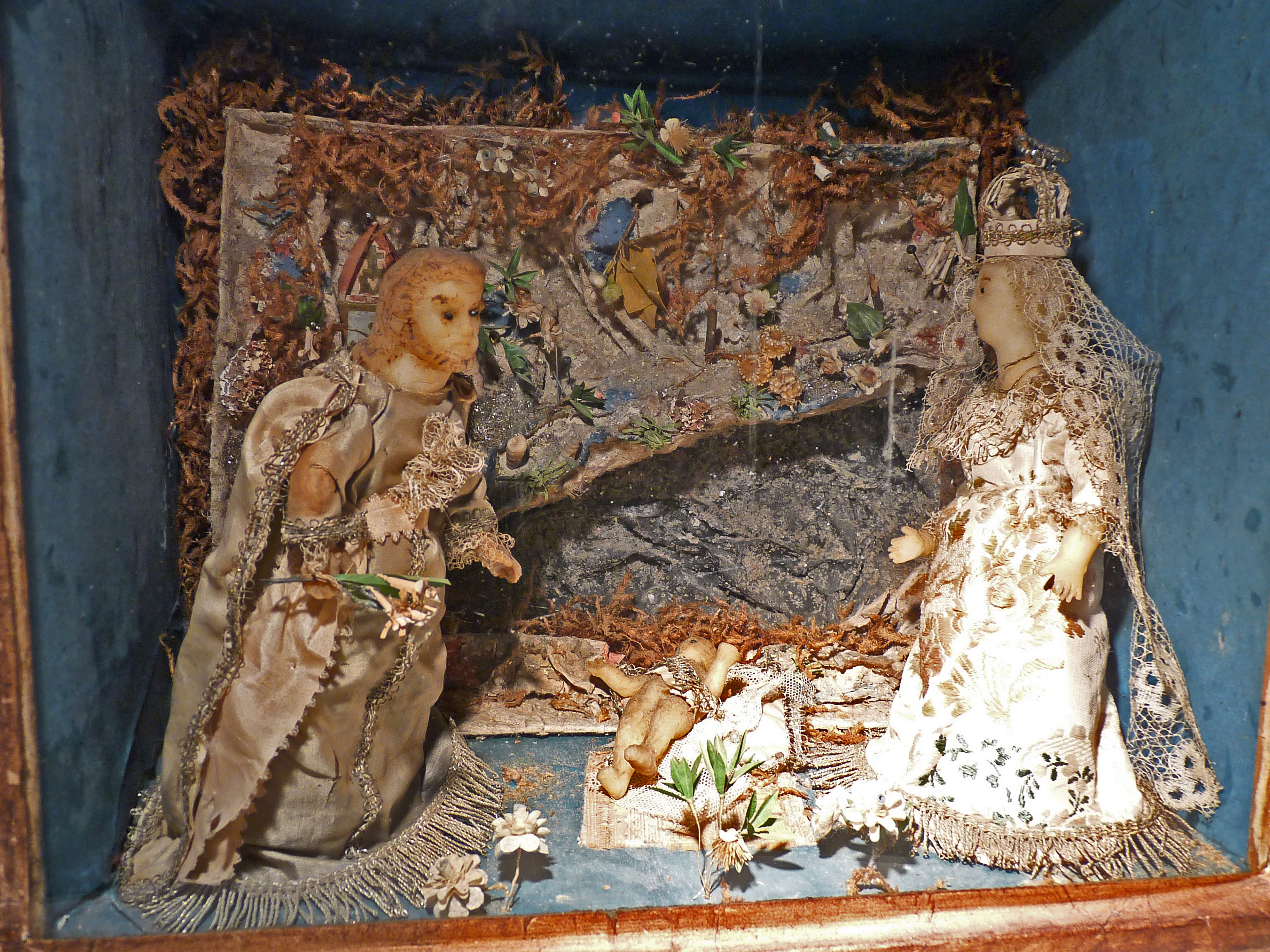
Вогезский вертеп начала XIX века, содержащий лишь базовые фигуры

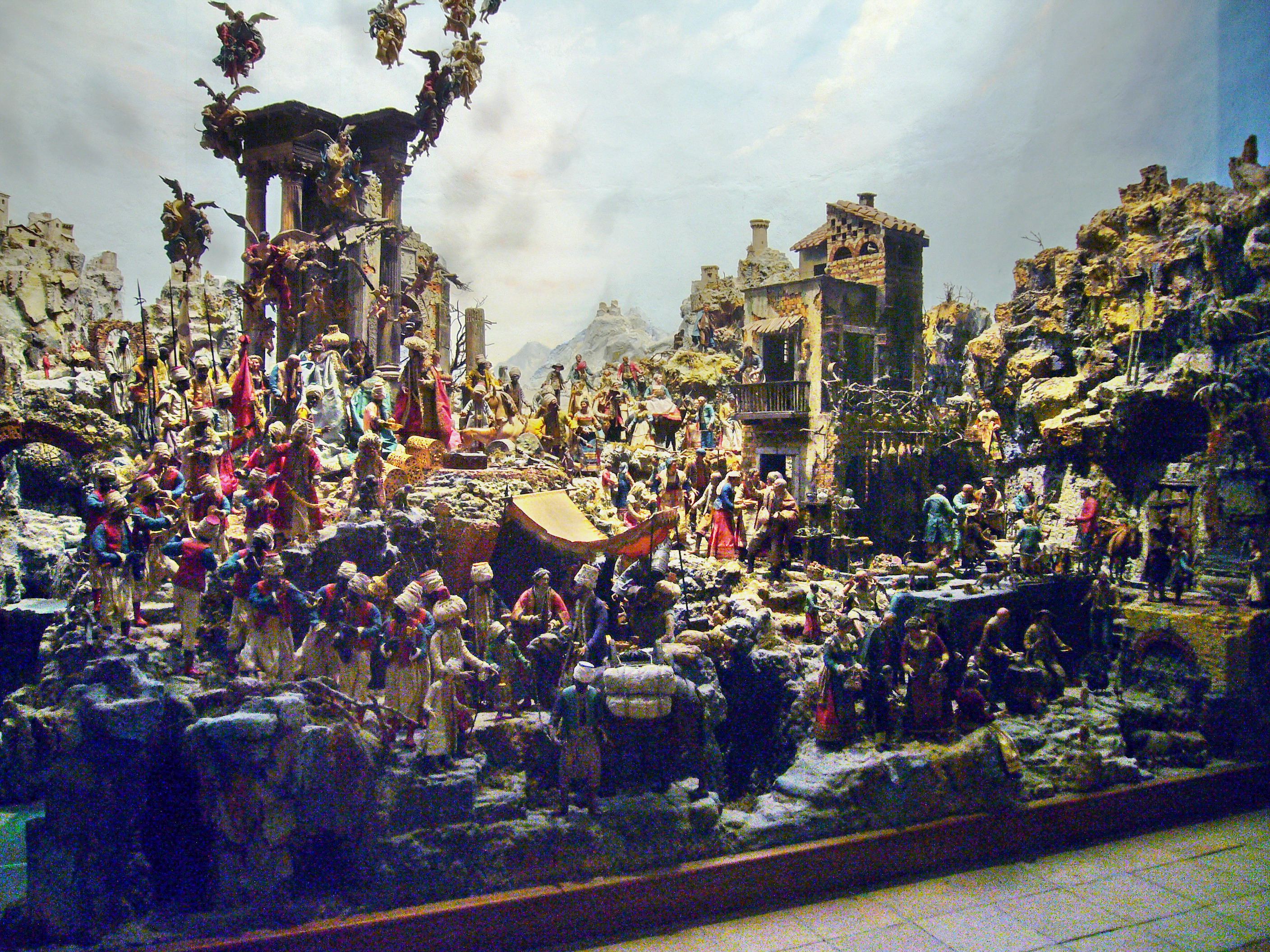
Неаполитанский вертеп со множеством персонажей

Говоря о персонажах вертепа, необходимо упомянуть, что его композиция фиксирует, как правило, не какой-либо один момент Рождества Христова, но совокупность событий, чаще всего поклонение пастухов и поклонение волхвов, которые, согласно христианской традиции, произошли в разное время. В обширных многофигурных композициях в качестве отдельных сюжетов могут присутствовать и другие сюжеты Евангельской истории: бегство в Египет, избиение младенцев и др.
Неизменными персонажами вертепа являются Дева Мария, Младенец Иисус и (почти всегда) Святой Иосиф. В православных храмах вместо этих персонажей иногда используется икона Рождества, в то время как другие участники сцены представлены объёмными фигурками. Младенец Иисус изображается лежащим в яслях, явно упомянутых у Апостола Луки: И, поспешив, пришли и нашли Марию и Иосифа, и Младенца, лежащего в яслях. (Лук. 2:16). Если основным сюжетом вертепа является поклонение волхвов, то Иисус Христос изображается, в согласии с иконографической традицией, на руках у сидящей Матери.
Кроме того, в вертепе могут присутствовать следующие персонажи:
- Вол и осёл, которые, по преданию, согревали Младенца своим тёплым дыханием. Несмотря на то, что в канонических Евангелиях данный элемент сюжета отсутствует, этих животных можно увидеть уже на ранних христианских изображениях, что связывают со словами Пророка Исаии: Вол знает владетеля своего, и осел — ясли господина своего (Ис. 1:3).
- Пастухи с овцами; один из пастухов часто изображён несущим на плечах или в руках ягнёнка как символ Агнца Божия.
- Три волхва. Согласно католической традиции, поклонение волхвов произошло в день Богоявления (6 января), и фигурки волхвов иногда прибавляются к композиции лишь в этот день.
- Ангел или ангелы. В православной традиции весть о рождении Спасителя пастухам принёс архангел Гавриил.

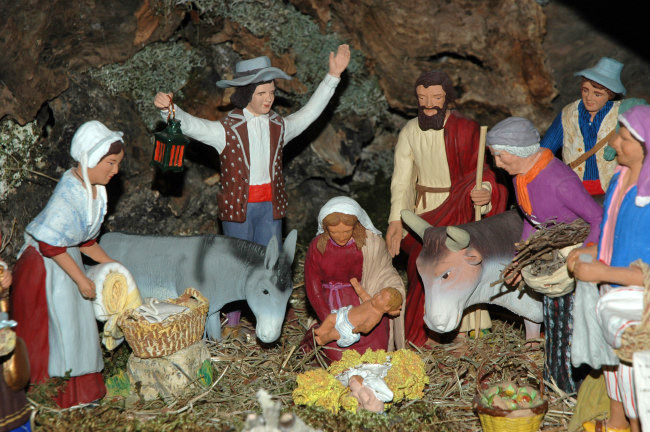
Сантоны в Экс-ан-Провансе

В зависимости от масштабов вертепа, региональных традиций и фантазий автора, в композицию вертепа могут быть включены и другие персонажи, например, слуги волхвов (иногда десятки фигур), их верблюды, лошади и даже слоны, многочисленные жители Иудеи, разные животные и птицы, вплоть до персонажей местного быта и фольклора. Так, в традиционном провансальском вертепе присутствуют так называемые «сантоны» — изображения представителей различных общественных слоев и профессий Прованса.
Несмотря на то, что рождение Иисуса в Пещере Рождества в настоящее время не подвергается сомнению большинством христианских конфессий, в канонических Евангелиях нет прямого упоминания пещеры. Говорится лишь о яслях, в которых лежал Младенец. Вероятно этим объясняется то, что в традиционных вертепах католических стран вместо пещеры зачастую изображается хижина или иное строение, которое могли использовать пастухи. В большинстве случаев оно несёт на себе черты региональной архитектуры. В православной традиции неизменно изображается пещера, что определяется не только традициями иконографии, но и самим названием «вертеп». Следует заметить, что в западноевропейских языках название вертепной композиции производится не от слова, обозначающего пещеру, а от слов «ясли» (лат. praesepe, итал. presepe, фр. créche) или «Вифлеем» (исп. belén).
Иногда над всей композицией изображается Вифлеемская звезда.

### Материалы и техника

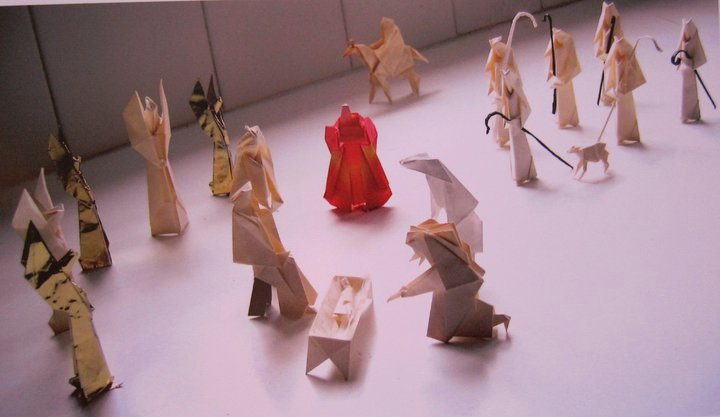
Современный вертеп в технике оригами

Как материалы, так и техника исполнения могут быть очень различны. Обычно используются технологии, традиционные для данной местности: резьба по дереву, керамика и т. п. В качестве материалов могут использоваться также воск, бумага, пластмасса, металл и др.
Зачастую используются достаточно сложные и разнообразные методы. Так, в неаполитанских вертепах XVIII века лица фигур изготовлены из терракоты, глаза — из стекла, руки вырезаны из дерева, основой для туловища служит металлическая проволока, покрытая сшитой из различных тканей одеждой.
Нередко используются природные материалы: солома для покрытия пола пещеры, земля и растения для изображения окружающей природы, камень для стен пещеры. Иногда композиция украшается еловыми ветвями.
В настоящее время при изготовлении вертепов используется почти весь спектр технологий современных рукоделий.

### Размещение и размеры

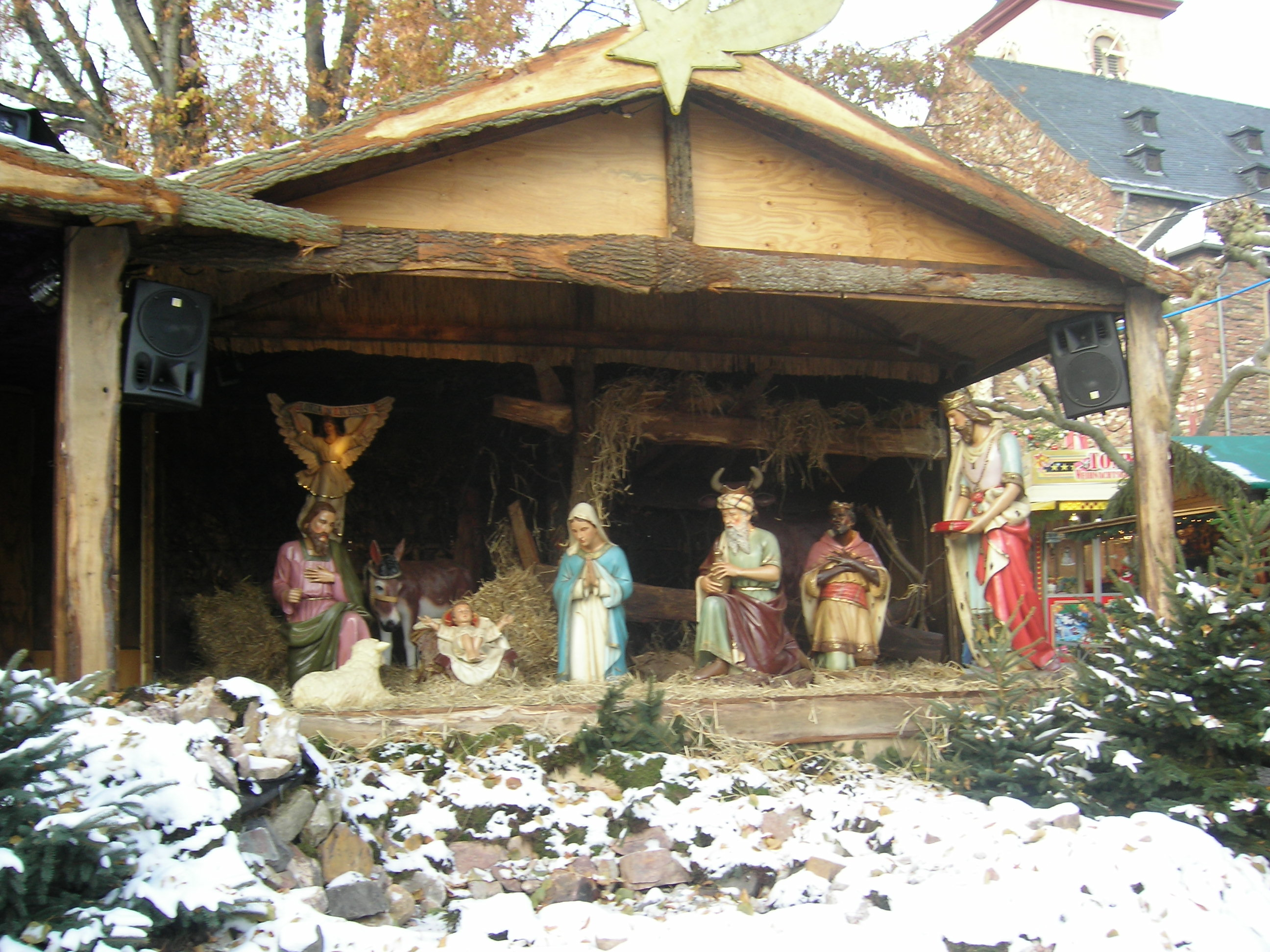
Вертеп с полноростовыми фигурами в Рюдесхайме-на-Рейне

Размеры вертепной композиции могут быть весьма различны. Величина фигур варьируется от нескольких сантиметров до высоты человеческого роста. Кроме того, размер композиции определяется числом персонажей, которое может достигать нескольких сотен.
Выбор масштаба вертепной композиции зависит от её предназначения. Вертепы небольшого размера размещаются в домах верующих как элемент праздничного декора. Более крупные вертепы демонстрируются в церквях, а также общественных зданиях. Ростовые фигуры предназначены, как правило, для размещения на улицах, площадях, на территории монастырей.
К Рождеству 2011—2012 года в брюссельской базилике Сакре-Кёр был сооружён, по утверждениям создателей, самый большой рождественский вертеп в мире: композиция из множества полноростовых фигур занимает весь первый этаж этого здания, входящего в десятку крупнейших христианских церквей мира, а иерусалимские стены поднимаются на высоту семи метров.
Стремление к разнообразию выразительных средств привело к появлению вертепов необычных размеров: миниатюрных (например, целиком умещающихся в скорлупе ореха) или наоборот, гигантских, с многометровыми фигурами. Самым крупным по размеру фигур, согласно Книге рекордов Гиннесса, был рождественский вертеп, сооружённый в Монтеррее (Мексика) в 1999 году. Фигуры Девы Марии и Святого Иосифа достигали в высоту 5,3 метров.

### Механические вертепы

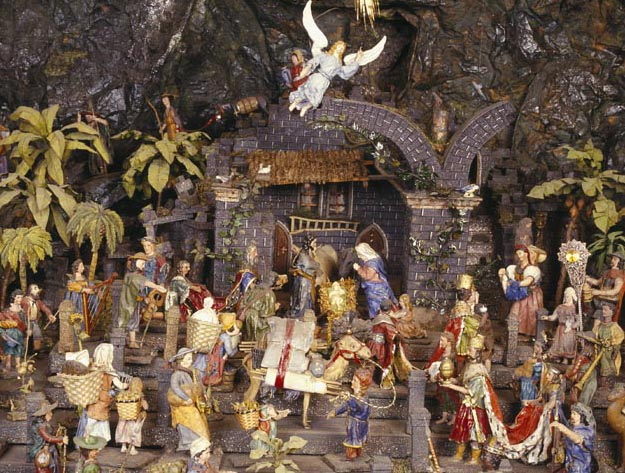
Фрагмент «Крызовых ясличек»

Механический вертеп представляет собой, как правило, единую неразборную конструкцию, в которой часть фигур приводится в движение скрытыми механизмами под воздействием ручной силы или электромотора.
Крупнейший, по данным Книги рекордов Гиннесса за 1998 год, механический вертеп — так называемые «Крызовы яслички» (чеш. Krýzovy jesličky) — находится в музее города Йиндржихув-Градец в Чехии. В музеях Чехии находятся и другие известные механические вертепы, в их числе Тршебеховицкий вертеп или «Вертеп Пробошта» (чеш. Třebechovický Proboštův betlém).
Традиция механических вертепов распространена также в Италии.

## Вертепный театр

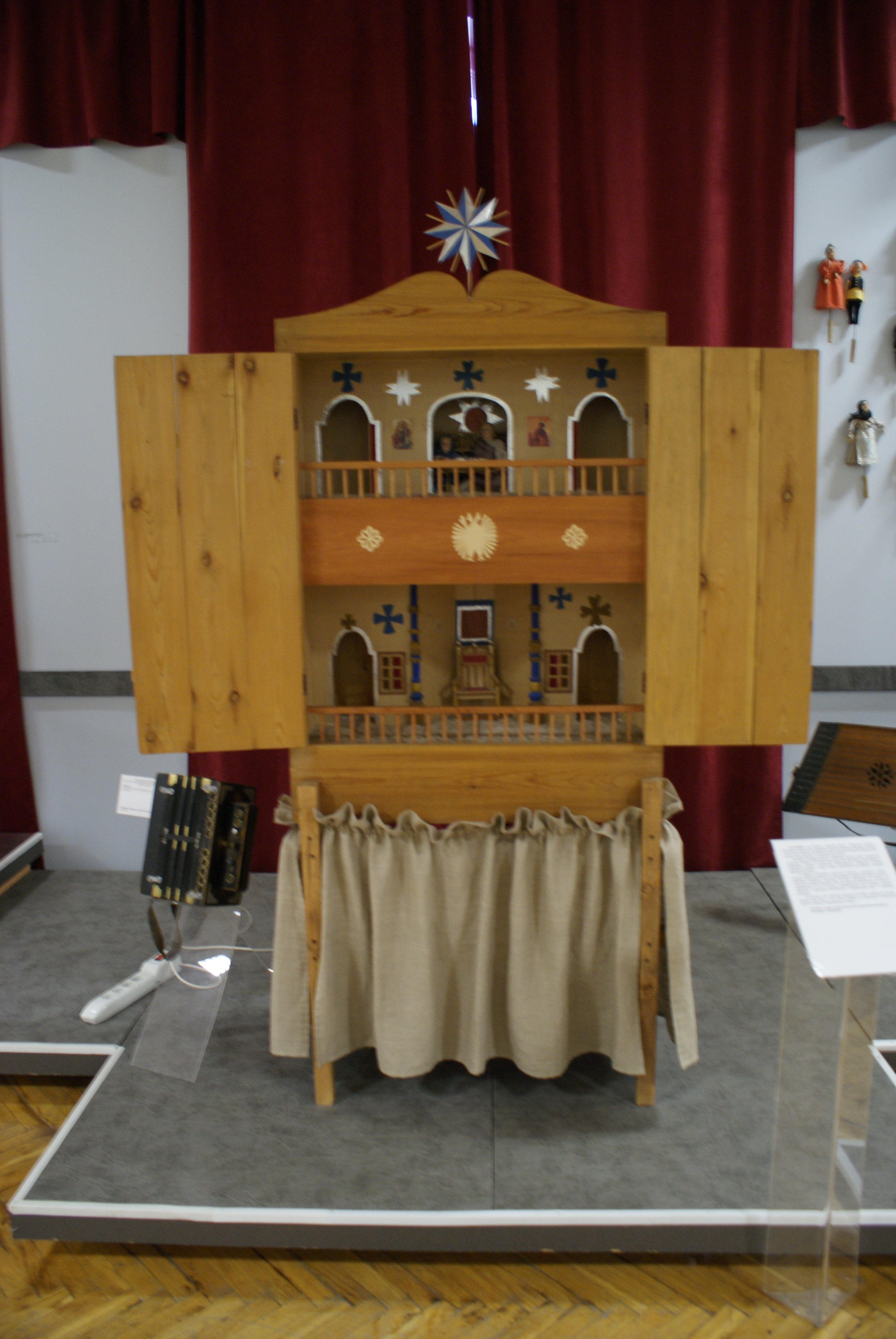
Белорусская батлейка

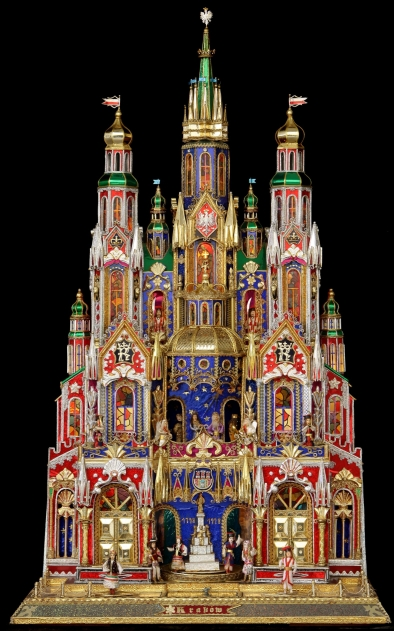
Краковская шопка

Вертепное представление — народное рождественское представление, разыгрываемое при помощи кукол в специальном ящике. Этот ящик также называют вертепом.
Кукольные вертепы были распространены на территории Польши, Украины, Белоруссии, России. В России и на территории большинства областей Украины использовалось название «вертеп», в Белоруссии «батлейка» или «бетлейка» (от слова Bethleem — Вифлеем), в Польше и прилегающих к ней областях Белоруссии — «шопка», в Закарпатье — «бетлегем».
В широком смысле вертепным представлением может быть названо любое святочное действие об избиении младенцев или Рождестве, исполняемое как куклами, так и людьми.

### Вертепный ящик
Ящик для вертепных представлений (вертеп) представляет собой переносную конструкцию с несколькими ярусами для демонстрации кукольного представления. Число ярусов могло составлять от одного до четырёх. На территории Российской империи наиболее распространён был двухъярусный вертеп. Отмечено также существование стационарных вертепов.
Ярусы вертепа имели разное предназначение. Так, при двухъярусной организации верхний ярус представлял собой Пещеру Рождества, а на нижнем разыгрывались сцены, связанные с историей царя Ирода, а также комедийные сцены.
Оформление ящика могло быть различным. Некоторые вертепы имели форму архитектурных сооружений — церкви, усадебного дома. В Польше получили распространение двухъярусные вертепы, форма которых воспроизводила архитектурный облик костёлов. Среди них наиболее известны так называемые краковские шопки, включённые в 2018 году в Список нематериального культурного наследия ЮНЕСКО.

### Сюжет и персонажи
Представление обычно состояло из двух частей. Первая была посвящена собственно библейским событиям: Ангелы славят Рождество Христово, Младенцу Иисусу поклоняются пастухи, волхвы. Затем на нижнем ярусе разыгрывается история Избиения младенцев, смерти или самоубийства царя Ирода. Иногда сюжет попеременно разыгрывался на разных ярусах: вначале волхвы приходят к Ироду (нижний ярус), затем поклоняются Младенцу (верхний ярус), после чего действие вновь продолжается в нижнем ярусе.
Вторая часть представления представляла собой народную интермедию, обычно мало связанную с библейской историей. В ней могли присутствовать такие персонажи, как Иродиада, но преобладали образы народного фольклора: Дед и Баба, Солдат, Запорожец, Дьячок, Пономарь или Ксендз, Цыган и Цыганка, Жид, Барин и Мужик и др. Со временем сюжеты все более приобретали черты сатирической комедии. В завершении действия один из персонажей (Нищий, Дед, Цыган и т. п.) собирал деньги со зрителей.
В отдельных случаях вторая часть представления показывалась не куклами, а живыми актёрами.

### Традиция и современность
На территории Российской Империи вертепы были распространены преимущественно в XVIII—XIX веках. Их популяризации способствовали деятели церкви, семинаристы и бурсаки, однако когда вертепные представления начали включать в себя светские элементы, они стали пресекаться церковью. Таким образом, в России они постепенно переместились из сферы официальной христианской культуры в область культуры неофициальной, народной. После 1917 года вертепные представления подвергались гонениям и запретам, будучи фактически приравнены к религиозной пропаганде. В связи с этим вертепная традиция на советской территории стала угасать. Последняя на территории СССР фиксация вертепных текстов от очевидцев была сделана в 1980-е годы.
Вертепы были запрещены во Франции — во времена Великой Французской Революции; в Германии — во время протестантской реформации; существовал запрет рождественских вертепов в англосаксонских странах. Известно, что вертепы, как и само празднование Рождества, были запрещены в Великобритании во времена Оливера Кромвеля. Как не поощрялось пышное празднование Рождества и в новообразованных США. Таким образом протестанты боролись за очищение христианства.
В последние десятилетия интерес к вертепам в странах бывшего СССР вновь возродился. Одним из первых профессиональных коллективов, воплотивших Рождественский вертеп на сцене, был Ансамбль Дмитрия Покровского. Премьера состоялась в 1980 году в Москве, в Знаменском соборе на Варварке. Начиная с середины 1990-х годов, в России проводятся фестивали вертепных театров.

## Живой вертеп

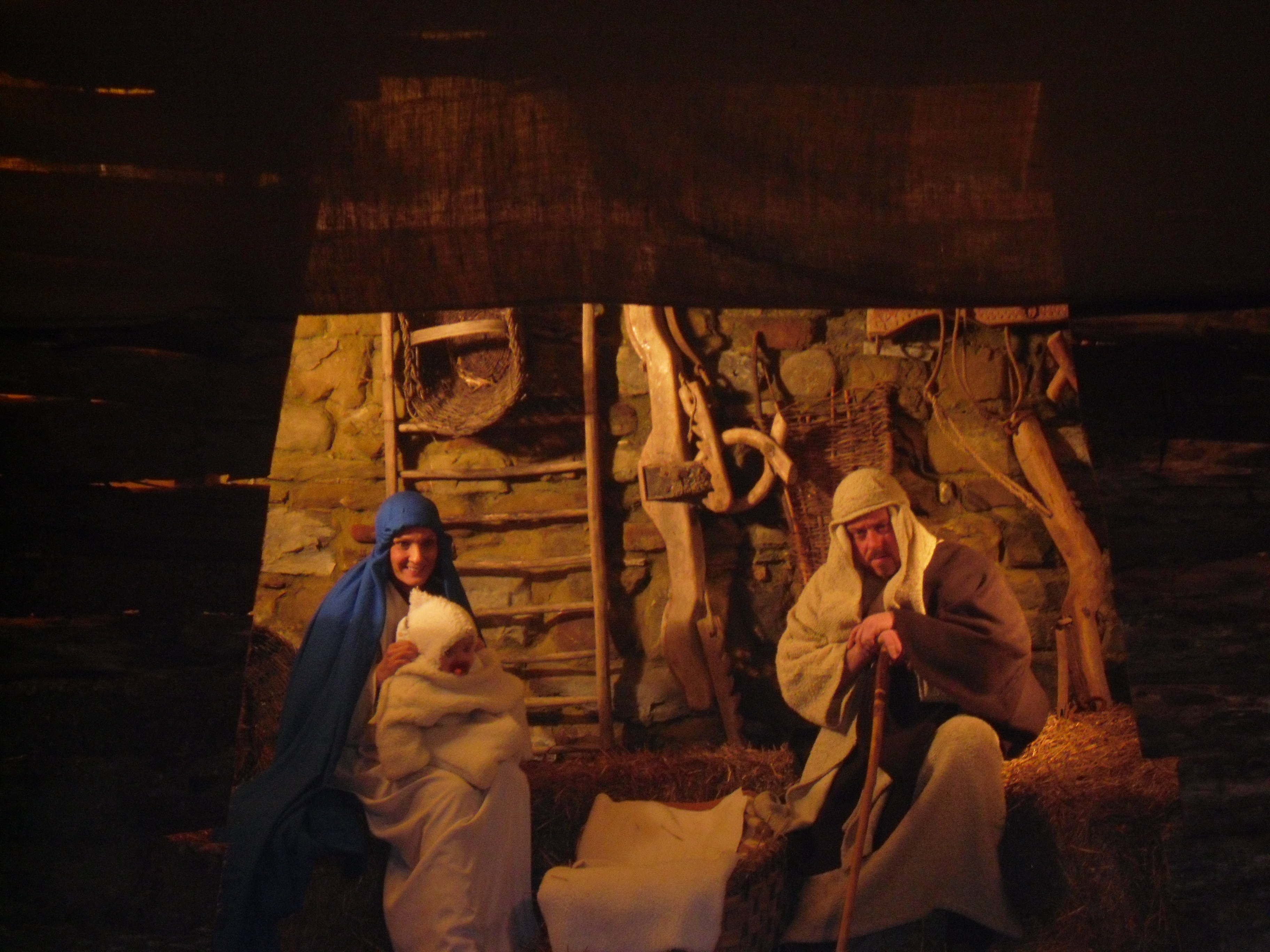
Живой вертеп в Кастильон-Фьорентино

Живой вертеп (англ. Living Nativity Scene, исп. Belén Viviente, итал. Presepe Vivente) — воспроизведение сцены Рождества с участием людей в роли всех или нескольких персонажей. Обычай живых вертепов получил распространение в некоторых странах католической и протестантской традиции.
Живые вертепы обычно представляют в декорациях, установленных под открытым небом. В качестве декораций могут использоваться также исторические здания или естественные пещеры; нередко в композиции присутствуют живые домашние животные. Иногда организуется целая «Рождественская (Вифлеемская) деревня», в которой многочисленные (до нескольких сотен) исполнители занимаются традиционными ремёслами и бытовыми делами. Зрители имеют возможность свободно перемещаться для осмотра вдоль композиции, а иногда и внутри неё.